# ماتياس سافيدرا
ماتياس سافيدرا (بالإسبانية: Mathías Saavedra) هو لاعب كرة قدم أوروغواياني في مركز الهجوم، ولد في 30 أبريل 1989 في مونتيفيديو في الأوروغواي. لعب مع ريكرياتيفو.

## وصلات خارجية
- ماتياس سافيدرا على موقع قاعدة بيانات كرة القدم.إي يو (الإنجليزية)
- ماتياس سافيدرا على موقع Soccerway.com (الإنجليزية)